# Abilio Barbero Saldaña
Abilio Barbero Saldaña (1881-1940) fue un militar español. General de brigada desde 1935, en 1936 fue nombrado Inspector general del Ejército.

## Biografía
Destinado en San Sebastián, allí nació su hijo, el historiador Abilio Barbero de Aguilera el 10 de julio de 1931.
General de brigada desde el 21 de abril de 1935, había ingresado en el cuerpo el 30 de septiembre de 1898. Fue jefe de Estado Mayor de la tercera Inspección general del Ejército desde el 8 de enero de 1936. Cuatro meses después, el 8 de mayo de 1936 pasó a desempeñar el mismo cargo en la primera Inspección general.